# Tipula contortrix
Tipula contortrix är en tvåvingeart som beskrevs av Alexander 1944. Tipula contortrix ingår i släktet Tipula och familjen storharkrankar. Inga underarter finns listade i Catalogue of Life.